# هانا وول
هانا وول (بالإنجليزية: Hannah Wall)‏ (3 مايو 1991 بويلينغتون في نيوزيلندا - ) هي لاعبة كرة قدم نيوزلندية في مركز الهجوم. شاركت مع منتخب نيوزيلندا تحت 17 سنة للسيدات لكرة القدم ‏ ومنتخب نيوزيلندا تحت 20 سنة للسيدات لكرة القدم ‏ ومنتخب نيوزيلندا الوطني لكرة القدم للنساء. أما مع النوادي، فقد لعبت مع Fencibles United ‏.

## وصلات خارجية
- هانا وول على موقع الاتحاد الدولي (مؤرشف)  (الإنجليزية)
- هانا وول على موقع قاعدة بيانات كرة القدم.إي يو (الإنجليزية)
- هانا وول على موقع Soccerway.com (الإنجليزية)
- هانا وول على موقع عالم كرة القدم.نت (الإنجليزية)